# Kirstie James
Kirstie James   (Auckland, 25 de maig de 1989), de casada Klingenberg, és una ciclista neozelandesa, ja retirada, que combinà la carretera amb el ciclisme en pista.
Ha guanyat una medalla de bronze als Campionat del món de persecució per equips de 2017 i 2019. Als Jocs de la Commonwealth de 2018 va guanyar la plata en la persecució per equips. El 2020 va prendre part en Jocs Olímpics d'Estiu de Tòquio, on va disputar dues proves del programa de ciclisme, l'esprint i la persecució per equips. En acabar la temporada del 2021 decidí posar punt-i-final a la seva carrera esportiva.
S'inicià en el rem però va passar al ciclisme el 2012. El 2016 se li va diagnostica endometriosi i és ambaixadora d'aquesta malaltia per Nova Zelanda.

## Palmarès en pista
- 2015
  -  Campiona d'Oceania en Persecució per equips
- 2017
  -  Campiona d'Oceania en Persecució
  -  Campiona d'Oceania en Puntuació
  -  Campiona d'Oceania en Persecució per equips
  -  Campiona de Nova Zelanda en scratch
- 2019
  -  Campiona d'Oceania en Puntuació
  -  Campiona d'Oceania en Persecució per equips
  -  Campiona de Nova Zelanda en scratch
  -  Campiona de Nova Zelanda en persecució
  -  Campiona de Nova Zelanda en persecució per equips
  -  Campiona de Nova Zelanda en puntuació
- 2020
  -  Campiona de Nova Zelanda en persecució
- 2021
  -  Campiona de Nova Zelanda en persecució per equips
  -  Campiona de Nova Zelanda en puntuació

### Resultats a laCopa del Món
- 2017-2018
  - 1a a Santiago de Xile, en persecució per equips
- 2018-2019
  - 1a a Cambridge, en persecució per equips
- 2019-2020
  - 1a a Cambridge, en persecució per equips